# Dion Waiters
Dion Waiters é um jogador de basquetebol profissional que atualmente joga no Los Angeles Lakers da NBA.

## Estatísticas na NBA

### Temporada Regular
| Ano      | Equipe              | PJ  | PT | MPJ  | AP   | 3P   | LL   | RT  | AS  | BR  | TO  | PPJ  |
| -------- | ------------------- | --- | -- | ---- | ---- | ---- | ---- | --- | --- | --- | --- | ---- |
| 2012-13  | Cleveland Cavaliers | 61  | 48 | 28.8 | .412 | .310 | .746 | 2.4 | 3.0 | 1.0 | 0.3 | 14.7 |
| 2013-14  | Cleveland Cavaliers | 70  | 24 | 29.6 | .433 | .368 | .685 | 2.8 | 3.0 | 0.9 | 0.2 | 15.9 |
| Carreira |                     | 131 | 72 | 29.2 | .424 | .342 | .714 | 2.6 | 3.0 | 0.9 | 0.3 | 15.3 |

### Troca para o Oklahoma City Thunder
No dia 5 de janeiro de 2015, Waiters foi trocado para o Oklahoma City Thunder em uma troca envolvendo três times da National Basketball Association, Cleveland Cavaliers, New York Knicks e o Thunder, a equipe do Cleveland recebeu Iman Shumpert e J.R. Smith.